# Ernesto Rossi
Ernesto Rossi (Caserta, Italia, 25 de agosto de 1897 – Roma, Italia, 9 de febrero de 1967) fue un político y periodista italiano. Combatiente antifascista, sus ideas contribuyeron a la Partito d'Azione y posteriormente el Partito Radicale. Rossi fue uno de los máximos promotores del federalismo europeo: junto con Altiero Spinelli y Eugenio Colorni participó en la redacción del Manifiesto de Ventotene.

## Biografía
A los dieciocho años se alistó como voluntario para combatir en la Primera Guerra Mundial. Después de la guerra, movido por la oposición a la actitud de los socialistas de hostilidad hacia los veteranos de guerra y los sacrificios y por el desprecio a la clase política, a su juicio carente de ideales, se acercó a los nacionalistas del periódico Popolo d'Italia (dirigido por Benito Mussolini), donde colaboró entre 1919 a 1922.
Durante ese periodo, conoció a Gaetano Salvemini, con quien formó un vínculo duradero de respeto y amistad. Su influencia, reconocida por el propio Rossi, fue decisiva para abjurar definitivamente de la ideología fascista.
Como prueba de la determinación con que se opuso al régimen fascista, en 1925, con el grupo de Salvemini (Nello Traquandi, Tommaso Ramorino, Carlo Rosselli) funda el periódico clandestino "Non Mollare" y, junto con Riccardo Bauer, es dirigente de la organización "Giustizia e Libertà". Detenido por su actividad política fue condenado a veinte años en prisión por el Tribunal especial, de los cuales nueve fueron descontado en la "patria galere" y otros cuatro confinado[1] en la isla de Ventotene. Aquí, con Altiero Spinelli y Eugenio Colorni, madura plenamente las ideas federalistas que en 1941 son plasmadas en el famoso Manifiesto de Ventotene.
Después de la Liberación como representante de "Partito d'Azione" fue Secretario para la Reconstrucción en el Gobierno Parri y Presidente de ARAR (Azienda Rilievo Alienazione Residuati) hasta 1958.
Después de la disolución del "Partito d'Azione" se afilió al "Partito Radicale" dirigido por Pannunzio y Villabruna, declinando asumir cargos directivos, porque, según su propia expresión, "se siente como un pero en una iglesia", prefiriendo dedicarse a escribir libros y hacer periodismo de investigación en "Il Mondo".
La cooperación con "Il Mondo", que comenzó en 1949 (cuando el director Mario Pannunzio le prometió que sus artículos se leían "sólo después de publicados") continuó ininterrumpida hasta 1962.
Desde finales de los años 50 hasta 1961, junto con otros colegas, anima la idea que dará lugar a la creación de "Cronache dal mondo". En esta época recopiló lo mejor de sus artículos en algunos volúmenes, incluyendo "I padroni del vapore" (Bari, 1956) y "Aria fritta" (Bari, 1955). A partir de 1962, centra su trabajo de publicista en "L'Astrolabio" de Ferruccio Parri.
En 1966 fue galardonado con el premio "Francesco Saverio Nitti".
Ernesto Rossi murió el 9 de febrero de 1967, varios días después de una intervención quirúrgica que, en principio, había parecido superada. Tres días más tarde debía presidir la primera gran manifestación de piedad anticlerical.